# سبدنشین جغجغه
سبدنشین جغجغه (نام علمی: Cisticola chiniana) نام یک گونه از سرده سبدنشین است.